# Municipio de Sea Level
El municipio de Sea Level (en inglés: Sea Level Township) es un municipio ubicado en el  condado de Carteret en el estado estadounidense de Carolina del Norte. En el año 2010 tenía una población de 522 habitantes.

## Geografía
El municipio de	Sea Level se encuentra ubicado en las coordenadas 34°54′54.59″N 76°24′41.71″O / 34.9151639, -76.4115861.